# Холлок, Бен
Бен Холлок (англ. Benjamin Thomas "Ben" Hallock; род. 22 ноября 1997, Санта-Барбара, Калифорния) — американский ватерполист, игрок сборной США. Бронзовый призёр летних Олимпийских игр 2024 года, двукратный чемпион Панамериканских игр. Участник летних Олимпийских игр 2016, 2020, 2024 годов.

## Карьера
Бен Холлок окончил Стэнфордский университет в 2020 году, за спортивную команду которого играл длительное время. В 2019 году стал чемпионом Национальной студенческой спортивной ассоциации по водному поло. В 2024 году центральный защитник итальянского клуба «Pro Recco».
С 2015 года Холлок играет в национальной сборной США. В 2016 году на Олимпийских играх в Рио-де-Жанейро сборная США, в которой играл Бен, заняла итоговое десятое место.
В финале Панамериканских игр 2019 года команда Соединенных Штатов обыграла Канаду, а Бен стал чемпионом Панамериканских игр. На Олимпийских играх 2021 года в Токио Бен Холлок вместе со своей командой проиграл испанцам в четвертьфинале, а американцы на том соревновании стали шестыми.
На Панамериканских играх 2023 года сборная США, в составе которой играл Холлок, одержала победу, победив бразильцев в финальной встрече. Американец стал двукратным чемпионом Панамериканских игр.
На Олимпийских играх в Париже сборная США заняла третье место на групповом этапе. В четвертьфинале американцы выиграли у австралийцев по пенальти, а в поединке за третье место обыграли венгров также по пенальти. Холлок был одним из ведущих игроков сборной и забил два гола в историческом матче за третье место.